# Tornike Shengelia
Pour les articles homonymes, voir Shengelia.
Tornike Shengelia (en géorgien : თორნიკე შენგელია, Tornik'e Shengelia) est un joueur professionnel géorgien de basket-ball né le 5 octobre 1991 à Tbilissi (Géorgie). Il mesure 2,07 m et évolue au poste d'ailier fort.

## Carrière
À l'été 2007, Shengelia est appelé en équipe nationale de Géorgie pour disputer le Championnat d'Europe des 16 ans et moins (division A). En moyenne, il marque 12,9 points et prend 6,4 rebonds en 29,4 minutes de jeu et la Géorgie termine 12e. Il participe au Championnat d'Europe des 18 ans et moins (division B) à l'été 2008 et, en moyenne, il marque 14,1 points et prend 6,3 rebonds en 27,6 minutes de jeu. La Géorgie finit 13e.
Shengelia participe en 2009 à l'Eurocamp Reebok à Trévise. Il joue le Championnat d'Europe des 20 ans et moins en 2009 et 2010.
En 2010, il remporte l'EuroCoupe avec l'équipe espagnole de Valence.
Shengelia quitte Valence pour rejoindre Charleroi et le Spirou Basket Club. Il est immédiatement prêté pour la saison 2010-2011 à Verviers-Pepinster.
En juillet 2011, Shengelia joue avec l'équipe nationale de Géorgie au Championnat d'Europe des 20 ans et moins (division B). La Géorgie remporte le championnat et Shengelia est élu meilleur joueur de la compétition avec en moyenne 29,9 points, 12 rebonds et 2,3 contres pour 33,9 minutes par rencontre. Il fait aussi partie de l'équipe-type de la compétition avec le Tchèque Ondřej Balvín, le Belge Dennis Donkor, le Bosnien Miralem Halilović et l'Estonien Rain Veideman.
En septembre, il participe au championnat d'Europe de basket-ball 2011 avec la Géorgie qui finit 11e de la compétition. Shengelia marque en moyenne 8,8 points (à 55,8 % au tir) et prend 4,6 rebonds.
Il est choisi au second tour de la draft 2012 de la NBA (54e position) par les 76ers de Philadelphie. Ses droits sont ensuite échangés avec les Nets de Brooklyn. Après de bonnes performances en Summer League, il signe un contrat avec les Nets.
En janvier 2014, il rejoint les Bulls de Chicago dans un échange contre Marquis Teague mais en avril il est licencié par les Bulls. En juin 2014, il signe un contrat de trois ans avec le Saski Baskonia Laboral Kutxa, club de première division espagnole.
En février 2015, Shengelia se blesse et doit subir une opération chirurgicale pour réparer le ménisque de son genou droit. Il manque la compétition jusqu'au début de la saison 2016-2017. En juin 2017, un nouveau contrat de trois ans est signé entre Shengelia et le Saski Baskonia.
Saski Baskonia réussit une très belle saison lors de l'Euroligue 2017-2018, atteignant les playoffs où ils sont éliminés par le Fenerbahçe. Shengelia est pour beaucoup dans le parcours de son équipe et il est nommé dans le meilleur cinq de la compétition.
Lors de la saison 2017-2018 du championnat d'Espagne, Shengelia est élu dans l'équipe-type de la compétition avec le MVP slovène Luka Dončić, l'Américain Gary Neal, l'Israélien Sylven Landesberg et le Néerlandais Henk Norel.
En juillet 2020, Shengelia rejoint le CSKA Moscou avec lequel il signe un contrat sur trois saisons. Ce choix est critiqué par la présidente géorgienne Salomé Zourabichvili car les relations entre la Géorgie et la Russie sont tendues.
En février 2022, pour protester contre l'invasion de l'Ukraine par la Russie, Shengelia quitte le CSKA Moscou, club historiquement relié à l'Armée russe. Toutefois, l'agence qui gère les intérêts du joueur considère que Shengelia n'a pas quitté le CSKA Moscou.
En mars 2022, Shengelia s'engage avec la Virtus Bologne jusqu'à la fin de la saison et remporte l'EuroCoupe 2021-2022. En septembre, il prolonge son contrat avec le club italien sur deux saisons.
Le 21 juillet 2025, il signe avec les Catalans du FC Barcelone pour trois saisons.

## Palmarès

### En club
- Champion de Russie et vainqueur de la VTB United League 2021 avec le CSKA Moscou
- Champion d'Espagne 2020 avec le Saski Baskonia
- Vainqueur de l'EuroCoupe 2010 et 2022